# Olexandr Sydorenko

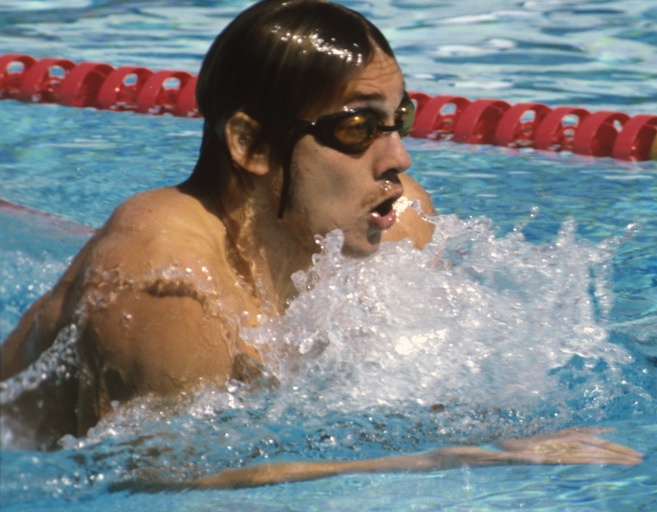
Alexander Sidorenko, 20 de august de 1980, Juegos Olímpicos de Moscú 1980

Olexandr Sydorenko (en ucraniano: Олександр Олександрович Сидоренко; en ruso: Александр Александрович Сидоренко; Zhdánov, RSS de Ucrania, Unión Soviética, 27 de mayo de 1960 - Mariupol, Ucrania, 20 de febrero de 2022) fue un nadador ucraniano soviético especializado en pruebas de cuatro estilos, donde consiguió ser campeón olímpico en 1980 en los 400 metros.
El único nadador ucraniano que ganó los campeonatos europeo, mundial y olímpico.
Ciudadano honorario de la ciudad de Mariupol.

## Carrera deportiva
En los Juegos Olímpicos de Moscú 1980 ganó la medalla de oro en los 400 metros estilos, con un tiempo de 4:22.89 segundos que fue récord olímpico, por delante del también soviético Sergey Fesenko y del húngaro Zoltán Verrasztó.
Y en el Campeonato Mundial de Natación de 1982 celebrado en Guayaquil, Ecuador, ganó el oro en los 200 metros estilos.

## Vida personal
En 1982, se casó con la medallista olímpica de bronce Yelena Kruglova.